# Boeing MQ-28 Ghost Bat
L'MQ-28 Ghost Bat, già precedentemente noto come Boeing Airpower Teaming System (ATS) e Loyal Wingman, è un aeromobile da combattimento a pilotaggio remoto (UCAV) multiruolo stealth australiano, attualmente in fase di sviluppo da parte di Boeing Australia, destinato al ruolo di combattimento e ricognizione aerea.
Il velivolo, progettato come moltiplicatore di forza, sarà in grado di volare insieme, e supportare, i velivoli pilotati della Royal Australian Air Force, ma anche di eseguire missioni autonome in modo indipendente, grazie all'utilizzo dell'intelligenza artificiale.

## Storia del progetto
Iniziato nel 2017, il programma Boeing Airpower Teaming System (ATS) che prevedeva lo sviluppo del Loyal Wingman, nacque da una joint venture tra la Royal Australian Air Force e Boeing Defense Australia per produrre un sistema aereo da combattimento senza pilota che si unisse agli aerei da combattimento in servizio nella RAAF e che eseguisse, congiuntamente ad essi (o sostituendoli quando ne fosse stata richiesta l'esigenza) missioni di combattimento aereo, ricognizione e sorveglianza.

### Tecnica
Il primo modello del Boeing Airpower Teaming System (ATS) fu presentato all’Avalon Australian International Airshow a marzo del 2019.
Il roll out del primo drone Loyal Wingman Unmanned Aircraft della Boeing avvenne nel maggio del 2020 dopo aver raggiunto i due obiettivi “Weight on Wheels” e “Aircraft Power On” nell’aprile dello stesso anno poche settimane dopo il completamento della prima fusoliera, consentendo rapidi progressi nell’installazione dei sistemi e test funzionali e di integrazione dal carrello di atterraggio dell’aeromobile. I test a terra del Loyal Wingman iniziarono nel settembre del 2020. Durante la prima fase di questi test, gli specialisti controllarono il motore, il sistema di alimentazione e il corretto funzionamento delle apparecchiature di bordo e l'accensione del motore.

### Propulsione
Per quanto riguarda la propulsione, Boeing non ha rivelato subito da quale motore sarebbe stato propulso il velivolo, ma ha dichiarato che sarebbe stato un motore derivato da quelli sviluppati per gli aerei privati leggeri. Molto probabilmente, visto che solo due motori occidentali soddisfano rigorosamente questa caratteristica, è probabile che il motore sia una turboventola Pratt & Whitney Canada PW600 (che genera una spinta di 7,2 kN, o 1.600 libbre, nella sua versione standard più potente) o un Williams FJ33 (6,7 kN).

### Rullaggio e primo volo
Il primo rullaggio veloce avvenne il 21 dicembre del 2020.
Due mesi più tardi, il 27 febbraio 2021, il prototipo del Loyal Wingman effettuò il suo primo volo, decollando dal Woomera Range Complex della RAAF, nell'Australia meridionale. Durante il volo, il velivolo seguì una rotta predeterminata a varie velocità e altitudini.
In occasione dell'annuncio del primo volo avvenuto alcuni giorni prima, il 1 marzo 2021, la RAAF annunciò, inoltre, l'ordine di ulteriori tre prototipi.
L'8 novembre 2021, ci fu il primo volo del secondo prototipo del velivolo, durante il quale oltre a continuare i test dell'inviluppo di volo, fu testato anche il carrello di atterraggio che fu ritratto per la prima volta. In occasione del primo volo del secondo prototipo, il Vice-Marshal della RAAF Cath Roberts, affermò: "È così emozionante vedere due aerei in aria mentre il Loyal Wingman continua a eccellere nel programma di test di volo".
Il 21 marzo 2022, il ministro della Difesa australiano, l’on. Peter Dutton MP, in una cerimonia dedicata tenutasi presso la base RAAF di Amberley, nel Queensland, annunciò che il velivolo sarebbe stato ridesignato MQ-28 Ghost Bat.

## Ordini
Il 15 maggio 2022, fu annunciato che il programma avrebbe ricevuto un investimento aggiuntivo di 454 milioni di dollari australiani (319,6 milioni di dollari americani), e che la RAAF avrebbe acquisito 10 velivoli.

## Utilizzatori
Australia
- RAAF